# Valkeajärvi (Jukkasjärvi socken, Lappland, 751252-175433)
Valkeajärvi är en sjö i Kiruna kommun i Lappland och ingår i Torneälvens huvudavrinningsområde. Sjön har en area på 0,618 kvadratkilometer och ligger 314 meter över havet. Vid provfiske har elritsa, lake, sik och stensimpa fångats i sjön.

## Delavrinningsområde
Valkeajärvi ingår i det delavrinningsområde (751198-175487) som SMHI kallar för Utloppet av Valkeajärvi. Medelhöjden är 350 meter över havet och ytan är 3,52 kvadratkilometer. Det finns inga avrinningsområden uppströms utan avrinningsområdet är högsta punkten. Vattendraget som avvattnar avrinningsområdet har biflödesordning 3, vilket innebär att vattnet flödar genom totalt 3 vattendrag innan det når havet efter 327 kilometer. Avrinningsområdet består mestadels av skog (80 procent). Avrinningsområdet har 0,62 kvadratkilometer vattenytor vilket ger det en sjöprocent på 17,5 procent.